# Renault AMC-34/35
Francouzský tank AMC-34 vznikl u firmy Renault v roce 1934 jako bojový jezdecký tank. Tento typ však byl absolutně neúspěšný a byl tedy postaven jen v několika exemplářích, které byly přesunuty do francouzských kolonií v Africe. O rok později byl představen nový typ AMC-35. Ani tento tank však neoslnil. Jeho korba byla hranatá, věž byla nýtovaná, tank měl malý dojezd. Stroj poháněl motor Renault o výkonu 180 hp. Podvozek se skládal na každé straně z hnacího kola vpředu, pěti pojezdových kol, napínacího kola vzadu a pěti napínacích kladek. V levé přední části tanku se nacházel prostor řidiče, přičemž výhled mu umožňovaly dva poklopy. Ve věži byl instalován kanón SA-35 ráže 47 mm spolu s koaxiálním kulometem Chatellerault ráže 7,5 mm.
Několik vozidel AMC-35 bylo vyzbrojeno protitankovým kanónem ráže 25mm, který měl nižší účinnost v boji proti živé síle a při podpoře pěchoty, avšak velmi podobnou průbojnost, v dané době vcelku dostačující k ničení většiny tanků protivníků.
Při zahájení druhé světové války se ve Francii nacházelo jen 15 použitelných tanků AMC-35. Jejich výhodou byla dvojmístná věž vybavená účinným protitankovým kanónem. Tanky se poměrně úspěšně zapojily do obranných bojů proti německé armádě. Kořistní kusy Němci pojmenovali jako Panzerspaehwagen ZT 702 (f).